# Ressentiment (manga)
Pour les articles homonymes, voir Ressentiment (homonymie).
Ressentiment (ルサンチマン, Rusanchiman) est un seinen manga de Kengo Hanazawa, prépublié dans le magazine Big Comic Spirits et publié par l'éditeur Shōgakukan en quatre volumes reliés sortis entre mai 2004 et mars 2005. La version française est éditée par Ki-oon en deux tomes sortis entre octobre 2014 et janvier 2015. 

## Publication
Initialement publié par l'éditeur Shōgakukan en quatre volumes reliés sortis entre mai 2004 et mars 2005, le manga a été réédité au format bunko en deux tomes sortis entre octobre 2012 et novembre 2012. La version française est éditée par Ki-oon en deux tomes sortis entre octobre 2014 et janvier 2015.

### Liste des volumes
| no | Japonais         | Japonais          | Français        | Français          |
| no | Date de sortie   | ISBN              | Date de sortie  | ISBN              |
| --- | ---------------- | ----------------- | --------------- | ----------------- |
| 1 | 30 octobre 2012  | 978-4-09-184818-5 | 9 octobre 2014  | 978-2-35592-759-1 |
| Liste des chapitres : - Épisode 1 : Naissance - Épisode 2 : Tsukiko - Épisode 3 : Les petites fraises - Épisode 4 : Tempête - Épisode 5 : Dans tes yeux - Épisode 6 : Solitude - Épisode 7 : Connecté - Épisode 8 : Celui que j'aime - Épisode 9 : Séparation - Épisode 10 : Nagao - Épisode 11 : Moon - Épisode 12 : L'arche de Noé - Épisode 13 : Kanzaki - Épisode 14 : Le quartier des plaisirs - Épisode 15 : Sous la lune - Épisode 16 : Amours brisées - Épisode 17 : Croissant de lune - Épisode 18 : Kiki - Épisode 19 : Souvenir - Épisode 20 : Retrouvailles - Épisode 21 : La sortie - Épisode 22 : Le perdant - Épisode 23 : Sus à Kanzaki |                  |                   |                 |                   |
| 2 | 30 novembre 2012 | 978-4-09-184840-6 | 22 janvier 2015 | 978-2-35592-774-4 |
| Liste des chapitres : - Épisode 24 : Embrasement - Épisode 25 : Réconciliation - Épisode 26 : Double rôle - Épisode 27 : Duel d'une nuit d'été - Épisode 28 : Larmes - Épisode 29 : En amoureux - Épisode 30 : Grise jeunesse - Épisode 31 : Jeunesse rose - Épisode 32 : Tentations - Épisode 33 : À deux doigts du but - Épisode 34 : Une nuit sans sommeil - Épisode 35 : Le bélier rouillé - Épisode 36 : Maria - Épisode 37 : Choc frontal - Épisode 38 : Un saké au poil - Épisode 39 : Ehara - Épisode 40 : Trop tard pour rentrer - Épisode 41 : Le choix - Épisode 42 : L'éveil - Épisode 43 : Colère - Épisode 44 : Déclaration de guerre - Épisode 45 : Alliances - Épisode 46 : Le docteur - Épisode 47 : Au cœur de la bataille - Épisode 48 : La décision - Épisode 49 : Adieux |                  |                   |                 |                   |

## Réception critique
En France, le premier tome est bien reçu par la critique. AnimeLand considère « qu'avant les zombies de I Am a Hero, Kengo Hanazawa était aussi performant sur les lolitas en réalité virtuelle. Malgré un dessin bien différent du manga précité (Ressentiment date de 2004 et I Am a Hero de 2009), Ressentiment joue lui-aussi sur le côté pathétique de son héros et l'idée qu'il existe un arrière-monde au nôtre (là, les zombies, ici le monde virtuel). L'auteur fait preuve d'humour, propose des personnages truculents, des situations burlesques et le tout nappé sous une forte dose de corrosif ». Pour Coyote magazine, « Hanazawa surprend  par sa façon — à la fois drôle, cruelle et touchante — de traiter de la solitude au masculin et de la tentation d'échapper au réel ».

## Distinctions
En 2005, le manga remporte le prix Sense of Gender du meilleur sujet, attribué par l'association Japonaise pour le genre, la fantasy et la science-fiction qui récompense les œuvres approfondissant le concept de genre, à la manière du Prix James Tiptree, Jr..

### Édition japonaise
Shōgakukan (Bunko)
1. 1 2  (ja) « Tome 1 ».
2. 1 2  (ja) « Tome 2 ».

### Édition française
Ki-oon
1. 1 2  (fr) « Tome 1 ».
2. 1 2  (fr) « Tome 2 ».